# Sanda Golopenția-Eretescu
Sanda Golopenția-Eretescu (n. 2 martie 1940, București) este o lingvistă, folcloristă, eseistă și memorialistă română, emigrată din 1980 în Statele Unite. Este profesor emerit la Brown University din Providence, SUA și o prezență activă a vieții culturale și științifice românești.

## Biografie
Este fiica sociologului Anton Golopenția și etnologului Ștefania Cristescu.
A făcut studiile elementare la Școala nr. 15 de fete și Liceul „Gheorghe Lazăr” din capitală în perioada 1946-1953 și a continuat cu studiile liceale la același Liceu ”Gheorghe Lazăr” din București. A absolvit, cu diplomă de licență, Facultatea de Filologie a Universității din București, în 1961. În 1964 obține certificatul de traducătoare din franceză în română. În perioada 1962-1963 este bibliotecară și documentaristă la Institutul de Folclor din București și documentaristă la Centrul de Cercetări Fonetice și Dialectale din capitală în perioada imediat următoare (1963-1969). Este lector asociat la Facultatea de Limba și Literatura Română (1967-1972), cercetător științific la Centrul de Cercetări Fonetice și Dialectale (devenit ulterior Institutul de Cercetări Fonetice și Dialectale) (1969-1971), profesor de semiotică la Facultatea de Filosofie din București (1972-1973) și cercetător științific principal la același Institut în perioada 1971-1980). A obținut titlul de doctor în filologie în anul 1968, cu teza Sintaxa transformațională a limbii române.
În 1980, după moartea mamei sale pleacă din România în Italia, la Roma, și, în același an primește viză pentru a emigra în Statele Unite ale Americii. Aici, a lucrat pentru o scurtă perioadă (februarie-august 1981) ca asistentă la Cornell University, Ithaca, New York (predă limba italiană), apoi conferențiar invitat la Brown University, Providence, Rhode Island, departamentul de studii franceze în perioada 1981-1982. La aceeași universitate o regăsim ca profesor asistent (1982-1987), profesor asociat cu definitivat (1987-1990) și din 1990 profesor titular. În iunie 1991 a predat cursuri de literatură comparată și semiotică la International Summer Institute for Semiotic and Structural Studies, Vanderbilt University, Nashville, Tennessee. A fost director rezident al programului Brown la Universitatea Lyon II din Franța în perioada 1984-1985.
A debutat științific,în 1968, în volumul scris în colaborare cu E. Vasiliu Sintaxa transformațională a limbii române și editorial, în 1986,  cu volumul de eseuri Mitul pagubei.
Este căsătorită cu Constantin Eretescu, folclorist, etnolog, antropolog cultural, de asemenea prozator, eseist și memorialist.

## Premii și distincții
- 1966 - Premiul Societății Române de Lingvistică.
- 1995 - Diploma de merit „Dimitrie Gusti”.
- 2000 - Premiul Fundației Culturale Române.
- Doctor Honoris Causa al Universității de Vest din Timișoara.[12]
- Membru de onoare al Academiei Române[13]

## Opera
- Sintaxa transformațională a limbii române, împreună cu Emanuel Vasiliu București,  Editura Academiei Române, 1968
  - tradusă  în  engleză The Transformational syntax of the Romanian language  The Hague, Paris:Mouton, 1972[8]
- Le singe a la porte. Vers un theorie de la parodie, New York - Benie, 1983;
- Les voies de la pragmatique, in colaborare, Stanford, 1988;
- Mitul Pagubei, Providence, 1988;
- Les voies de la pragmatique, 1989;[14]
- Voir les didascalies  împreună cu M. Martinez Thomas, Le  Mirail & Editions Ophrys, Paris, 1994[8]
- Cartea plecării, București, Editura Univers, 1995, ISBN: 973-34-0353-9
- Les propos spectacle: Études de pragmatique théâtrale,  Peter Lang Publishing, Inc., 1996[8]
- Desire Machines: A Romanian love charms database, București, Editura Fundației Culturale Române, 1998, ISBN: 9789735770839
- Intermemoria, Studii de pragmatică și antropologie Cluj, Dacia, 2001,[15] ISBN: 973-325-0964-7
- Chemarea mâinilor negative, Cartea Românească, 2002,[10] ISBN: 9732316004
- Emigranții Carter, București, Paideia, 2008, ISBN: 9789735964436
- Viața noastră cea de toate zilele, Curtea Veche, 2009.[16]
- Fluviul Alfeu sau despre exil si intoarceri, București, Spandugino, 2017, ISBN: 9786068401959
- Bulevadrele vieții, București, Spandugino, 2018, ISBN: 9786068944128